# Streptanthus carinatus
Streptanthus carinatus là một loài thực vật có hoa trong họ Cải. Loài này được C. Wright ex A. Gray miêu tả khoa học đầu tiên năm 1853.